# هوت بيرد 1
هوت بيرد 1 (بالإنجليزية: Hot Bird 1)‏ كان قمر صناعي للبث التلفزيوني أرسلته إلى الفضاء المنظمة الأوروبية للاتصالات بالقمر الصناعي (يوتلسات)، ومقر المنظمة في باريس.
وكان اسم القمر الصناعي أصلا Eutelsat II-F6
وتغير اسمه مع بدء أسطول هوت بيرد إلى هوت بيرد 1.
أرسل هوت بيرد 1 إلى مدار في الفضاء في عام 1995 من مركز جويانا للفضاء. ثم أرسل في 11 مارس 2006 القمر الصناعي Hot Bird 7A إلى مداره وبدأ يعمل بدلا من هوت بيرد 1 الذي كان قد أتم 10 سنوات من البث. ثم وضع هوت بيرد 1 في ديسمبر 2006 في مدار جبانة.

## وصلات خارجية
- صفحة غونتر للفضاء: هوتبيرد 1 (بالإنجليزية)

## اقرأ أيضا
- قمر صناعي للبث التلفزيوني
- إشارة تناظرية
- مضخم (إلكترونيات)
- قمر صناعي
- مدار أرضي جغرافي متزامن
- مدار جبانة